# Denys Sylantyev
Denys Sylantyev, né le 3 octobre 1976 à Zaporijia, est un nageur ukrainien spécialiste des épreuves de papillon.

## Biographie
Présent aux Jeux olympiques de 1996 disputés à Atlanta, Denys Sylantyev se qualifie pour la finale du 200 mètres papillon dont il est sixième. Champion du monde de cette distance deux ans plus tard, il devance alors Franck Esposito de 16 centièmes et est nommé nageur européen de l'année. Aux Jeux olympiques de Sydney, Sylantyev obtient la médaille d'argent de la distance derrière Tom Malchow. Quatre ans plus tard, après avoir obtenu un titre européen, Sylantyev est le porte-drapeau de l'Ukraine aux Jeux olympiques d'Athènes.

## Palmarès

### Jeux olympiques
| Épreuve / Édition           | Atlanta 1996                | Sydney 2000                  | Athènes 2004                       | Pékin 2008                   |
| 100 mètres papillon         | 18e des séries 54 s 33      | 12e des demi-finales 53 s 51 | 21e des séries 53 s 46             | -                            |
| 200 mètres papillon         | 6e 1 min 58 s 37            | Argent 1 min 55 s 76         | 10e des demi-finales 1 min 57 s 93 | 21e des séries 1 min 57 s 02 |
| 4 × 100 mètres quatre nages | 9e des séries 3 min 42 s 29 | 11e des séries 3 min 41 s 05 | 6e 3 min 36 s 87                   | -                            |

### Championnats du monde

#### En grand bassin
- Championnats du monde 1998 à Perth (Australie) :
  -  Médaille d'or du 200 mètres papillon.

#### En petit bassin
- Championnats du monde 1997 à Göteborg (Suède) :
  -  Médaille d'argent du 200 mètres papillon.
- Championnats du monde 1999 à Hong Kong :
  -  Médaille de bronze du 200 mètres papillon.
- Championnats du monde 2000 à Athènes (Grèce) :
  -  Médaille de bronze du 100 mètres papillon.

### Championnats d'Europe

#### En grand bassin
- Championnats d'Europe 1995 à Vienne (Autriche) :
  -  Médaille d'argent du 100 mètres papillon.
- Championnats d'Europe 1997 à Séville (Espagne) :
  -  Médaille d'argent du 100 mètres papillon.
  -  Médaille d'argent du 200 mètres papillon.
- Championnats d'Europe 1999 à Istanbul (Turquie) :
  -  Médaille d'argent du 200 mètres papillon.
  -  Médaille de bronze du 100 mètres papillon.
- Championnats d'Europe 2002 à Berlin (Allemagne) :
  -  Médaille d'argent du 200 mètres papillon.
  -  Médaille de bronze du 100 mètres papillon.
- Championnats d'Europe 2004 à Madrid (Espagne) :
  -  Médaille d'or du 200 mètres papillon.

#### En petit bassin
- Championnats d'Europe 1998 à Sheffield (Royaume-Uni) :
  -  Médaille d'argent du 200 mètres papillon.
  -  Médaille de bronze du 100 mètres papillon.
- Championnats d'Europe 1999 à Lisbonne (Portugal) :
  -  Médaille de bronze du 100 mètres papillon.
  -  Médaille de bronze du 200 mètres papillon.
- Championnats d'Europe 2001 à Anvers (Belgique) :
  -  Médaille d'or au titre du relais 4 × 50 mètres nage libre.
  -  Médaille d'argent du 200 mètres papillon.
- Championnats d'Europe 2002 à Riesa (Allemagne) :
  -  Médaille de bronze au titre du relais 4 × 50 mètres nage libre.

## Records

### Records personnels
Ces tableaux détaillent les records personnels de Denys Sylantyev en grand et petit bassin.
| Épreuve        | Temps         | Compétition    | Lieu                 | Date       |
| 100 m papillon | 52 s 52       | Goodwill Games | New York, États-Unis | 28/07/1998 |
| 200 m papillon | 1 min 55 s 48 | Open de Paris  | Paris, France        | 04/08/2007 |

| Épreuve        | Temps         | Compétition                | Lieu                   | Date       |
| 100 m papillon | 51 s 67       | Championnats d'Europe 1998 | Sheffield, Royaume-Uni | 10/12/1998 |
| 200 m papillon | 1 min 53 s 34 | Championnats d'Europe 2001 | Anvers, Belgique       | 13/12/2001 |

### Record d'Europe battu
Ce tableau détaille le record d'Europe en petit bassin battu par Denys Sylantyev durant sa carrière.
| Épreuve                        | Temps   | Compétition | Lieu            | Date       |
| 100 m papillon en petit bassin | 52 s 51 |             | Espoo, Finlande | 23/01/1997 |